# Juzhnye
Juzhnye är en kulle i Antarktis. Den ligger i Östantarktis. Australien gör anspråk på området. Toppen på Juzhnye är 43 meter över havet.
Terrängen runt Juzhnye är platt. Trakten är obefolkad. Det finns inga samhällen i närheten. 